# Ribellione del Nord-Ovest
La ribellione del Nord-Ovest (in inglese talvolta è usato il termine North-West Resistance o Saskatchewan Rebellion) fu una breve e infruttuosa rivolta avvenuta nel 1885 da parte della popolazione Métis del distretto di Saskatchewan sotto la guida di Louis Riel, contro il dominion del Canada, che si era dimostrato incapace di affrontare alcune questioni e certe preoccupazioni che riguardavano la sopravvivenza del popolo Metis. Nonostante alcune prime vittorie al lago Duck, Fish Creek e Cut Knife, come risultato finale ci fu la completa distruzione delle forze Métis e i loro alleati aborigeni, nonché l'aumento delle tensioni tra Canada anglofono e Canada francofono.

## Quadro di riferimento
Dopo la ribellione di Red River del 1869-1870, molti Métis si spostarono dal Manitoba al Saskatchewan, allora facente parte dei Territori del Nord-Ovest, fondando l'insediamento di Batoche sul fiume South Saskatchewan. Tuttavia, come in Manitoba, iniziarono ad arrivare coloni provenienti dall'Ontario, e la terra venne organizzata con un nuovo sistema di concessioni, in contrapposizione con il sistema adottato dai Métis e imparato dai loro antenati franco-canadesi. In aggiunta il bisonte, che per generazioni fu la principale fonte di cibo dei Métis, fu cacciato fino all'estinzione da parte degli uomini della Compagnia della Baia di Hudson e dai nuovi arrivati.
Nel 1884 i Métis (compresi gli anglo-Métis), chiesero a Louis Riel, di ritornare dagli Stati Uniti, dove era fuggito dopo la  ribellione di Red River, per fare appello al governo a loro nome. Il governo però diede una risposta vaga. Nel marzo 1885, Riel, Gabriel Dumont, Honoré Jackson, e altri, istituirono il governo provvisorio del Saskatchewan, ritenendo in tal modo di poter influenzare il governo federale allo stesso modo in cui era stato possibile nel 1869 (Ribellione di Red River). 

Riel, però, fu privo del sostegno da parte sia dei coloni di lingua inglese che di molti nativi non Metis e, nella convinzione che Dio lo avesse inviato al Canada come un profeta, la Chiesa cattolica non lo appoggiò. Il sacerdote cattolico, Albert Lacombe, ottenne assicurazioni che i guerrieri Piedineri non partecipassero alle sollevazioni.

## Conflitto

### Battaglia del lago Duck
Il 26 marzo 1885, Gabriel Dumont sconfisse un piccolo gruppo di volontari del principe Alberto e di Polizia a cavallo canadese, guidati dal loro sovrintendente Leif Newry Fitzroy Crozier nei pressi del lago Duck, alle porte di Batoche. In risposta, il governo federale inviò 3 000 soldati guidati dal maggiore generale Frederick Middleton nella zona, dove vennero incorporati altri 2 000 volontari inglesi e la  Polizia a cavallo canadese che aveva organizzato gli stessi.

### Il massacro del lago Frog
Il 2 aprile 1885, presso il lago Frog, nel Saskatchewan (ora in Alberta) ci fu una rivolta. I Cree guidati da Wandering Spirit attaccarono una piccola cittadina.
Considerando di subire ingiustizie da parte del governo canadese, associata alla diminuzione della popolazione di bisonti (loro principale fonte di cibo) i Cree decisero di ribellarsi, galvanizzati dalla vittoria Métis del lago Duck. I Cree attaccarono i coloni. Nove persone vennero uccise e tre furono catturate.
Il massacro indusse il governo canadese a prendere atto della crescente inquietudine nei Territori del Nord-Ovest. La ribellione fu interrotta, e il principale responsabile del massacro del Lago Frog, Wandering Spirit, venne impiccato.

### Battaglia di Fish Creek
Il 24 aprile 1885 a Fish Creek (Saskatchewan), ci fu la più grande vittoria Métis sulle forze governative poste a sedare la rivolta. Non fu una vittoria decisiva e sufficiente a modificare l'esito finale della guerra, il maggiore generale Middleton fu fermato durante l'avvicinamento a Batoche, dove il Métis avevano la loro roccaforte.

### Battaglia di Cut Knife
Il 2 maggio del 1885 il tenente colonnello William Otter fu sconfitto nella battaglia di Cut Knife vicino Battleford. Una colonna canadese dell'esercito regolare più la milizia fu sconfitta, nonostante l'uso delle mitragliatrici a canne rotanti Gatling.

### Battaglia di Batoche

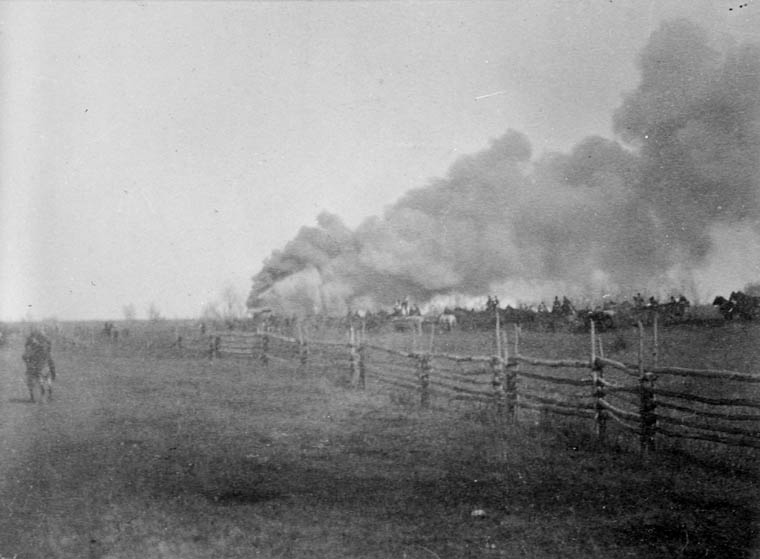
La battaglia di Batoche

Il 9 maggio 1885 Middleton attaccò Batoche. I Métis esaurirono rapidamente le munizioni, fino a che non furono costretti a ritirarsi. Riel, venne catturato il 15 maggio, mentre Dumont e gli altri partecipanti scapparono attraverso il confine con il Montana.

### Battaglia di Frenchman's Butte
Il 28 maggio 1885 il maggiore generale Thomas Bland Strange portò un distaccamento di Polizia a cavallo (NWMP) da Calgary (Alberta), ma non fu in grado di sconfiggere i Cree.

### Battaglia di Loon Lake
Il 3 giugno 1885 un piccolo distaccamento di Polizia a cavallo sotto il comando del maggiore Sam Steele catturò una banda Cree in movimento verso nord, dopo la loro vittoria di Frenchman's Butte. I Cree esaurendo le munizioni, furono costretti a fuggire dopo un breve scambio di fuoco.

## Conseguenze

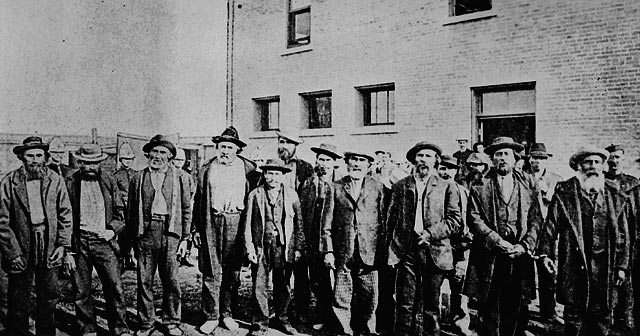
Prigionieri Métis e First Nations dopo la ribellione del Nord-Ovest

Demoralizzati, a corto di munizioni, e senza alcuna speranza di soccorso con la resa dei Métis, ad uno ad uno i capi della rivolta e la maggior parte dei Cree si arresero nel corso delle seguenti settimane. Poundmaker e Big Bear, vennero condannati al carcere, e otto altri leader nativi furono impiccati. Pure Riel, fu processato e impiccato, scatenando controversia tra Canada francofono e anglofono.
La Canadian Pacific Railway svolse un ruolo chiave nel sedare la ribellione, consentendo il trasporto di truppe federali in maniera molto più rapida rispetto a quanto avvenne nella ribellione di Red River che l'aveva preceduta anni prima. Tanto che la ferrovia ricevette i fondi e il sostegno politico sufficiente per completare la linea ancora mancante.

## Cultura di massa

### Tex Willer - I Ribelli del Canada
La storia dell'albo di Tex "I Ribelli del Canada", sceneggiata da Guido Nolitta e disegnata da Fernando Fusco, prende ispirazione propria dalla rivolta dei Métis canadadesi guidata da Louis Riel, al quale tuttavia nel fumetto viene cambiato nome in Roger Goudret. In questa storia l'intrepido Ranger Tex Willer combatterà al fianco del vecchio amico Jim Brandon per evitare che la rivolta divampi in tutto il territorio canadese e si trasformi in un immenso bagno di sangue.